# Eclipse Public License
Eclipse Public License (EPL) — лицензия открытого программного обеспечения, которая используется Eclipse Foundation для своих продуктов. Она базируется на Common Public License, однако удаляет некоторые понятия, относящиеся к спорам относительно патентов.
Лицензия EPL более дружественна к бизнес-ориентированному свободному ПО и предоставляет более гибкие правила отказа на авторские права.
EPL подтверждена в Open Source Initiative и отмечена в списке Фонда свободного программного обеспечения как свободная лицензия.

## Совместимость
EPL 1.0 несовместима с GPL, и работы, созданные на основе продуктов как с EPL, так и с GPL лицензиями, не могут распространяться на законном основании. Лицензия GPL говорит, что если в продукте используется хотя бы один компонент с лицензией GPL, то и весь продукт должен быть лицензирован под лицензией GPL. Также GPL требует от пользователя программного кода, что он не будет налагать на лицензируемый продукт никаких дополнительных ограничений. В то же время EPL требует, чтобы каждый, кто распространяет работу, имел возможность соблюдать другие лицензии и патенты, которые используются в работе, и предоставляет право лицензировать продукт под любой другой лицензией.  Аналогичную проблему имеет GPL и с другими лицензиями. 

## Производные работы
Согласно пункту 1(b) EPL, дополнения к основному продукту могут лицензироваться отдельно и даже на коммерческой лицензии. Однако изменения и дополнения, которые представляют собой производные работы, должны быть лицензированы под такой же самой лицензией EPL, которая требует сделать исходный код открытым.
Связывание программного проекта с кодом, защищённым лицензией EPL (например, использование этого кода в качестве библиотеки), в общем случае не делает этот проект производной работой и не накладывает соответствующих обязательств.

## Более поздние версии
После выхода новой версии EPL распространение программного обеспечения может быть продолжено с версией EPL, под которой находится ПО, либо (по выбору) уже под новой версией EPL. 

## Сравнение с CPL
EPL создана на основе CPL (Common Public License), но есть некоторые существенные отличия между этими двумя лицензиями:
- Eclipse Foundation устанавливает IBM законным распорядителем в EPL
- Лицензия EPL изменила пункт об патентных соглашениях через удаление предложения из 7-й секции CPL[1]